# Lentinus strigosus
Lentinus strigosus är en svampart som beskrevs av Fr. 1838. Lentinus strigosus ingår i släktet Lentinus och familjen Polyporaceae.  Arten är reproducerande i Sverige. Inga underarter finns listade i Catalogue of Life.

## Bildgalleri

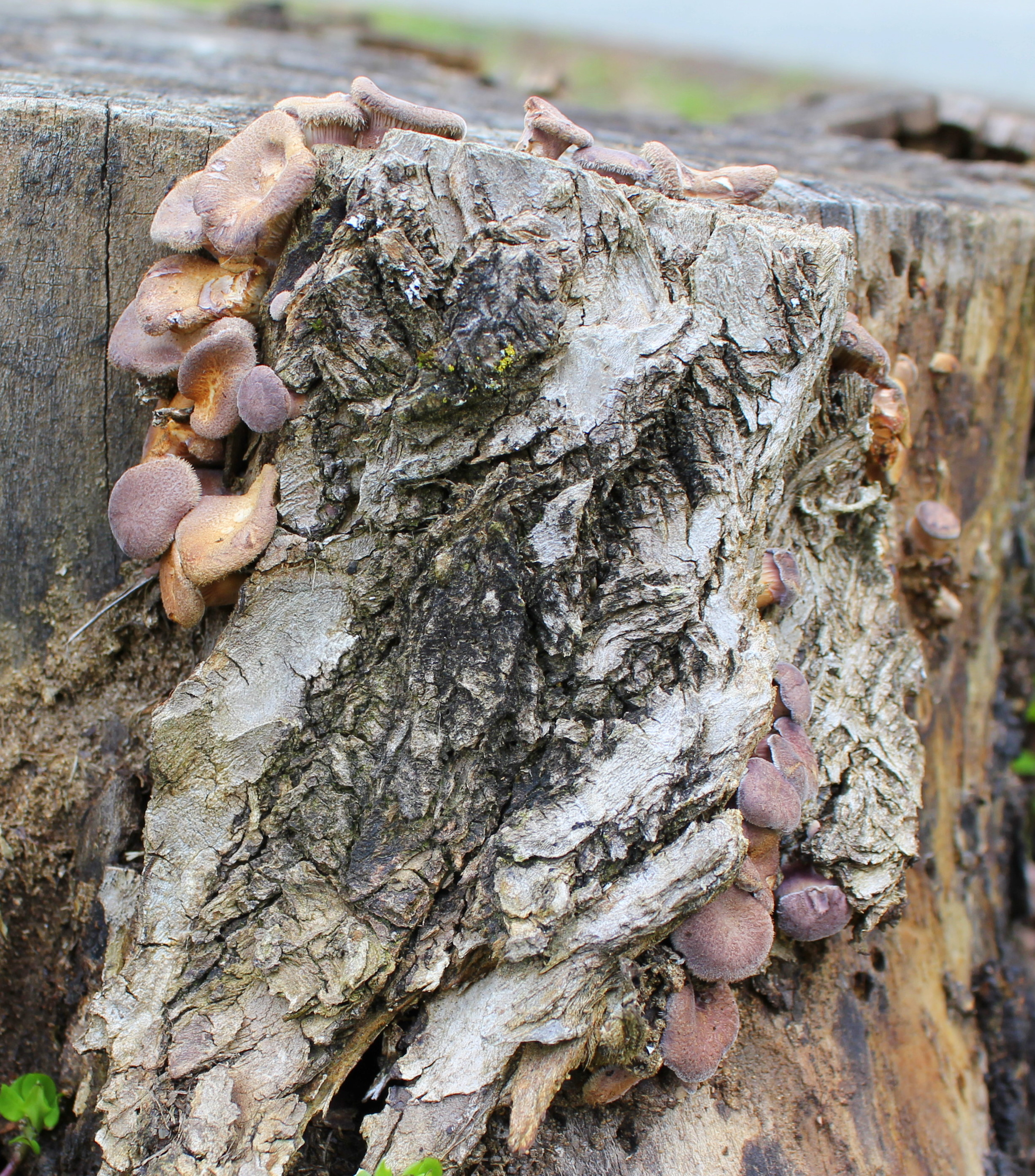
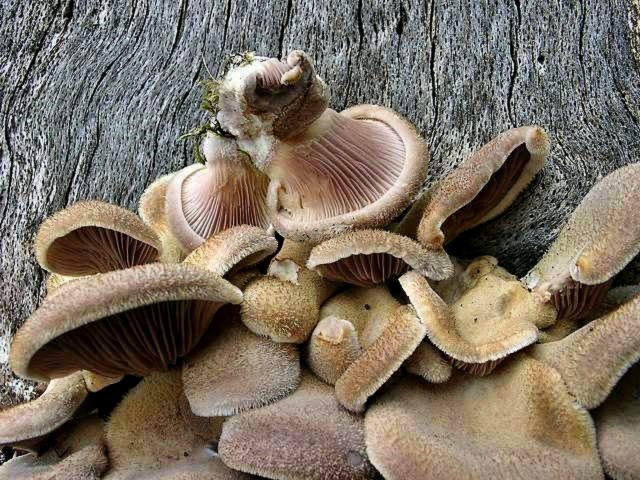
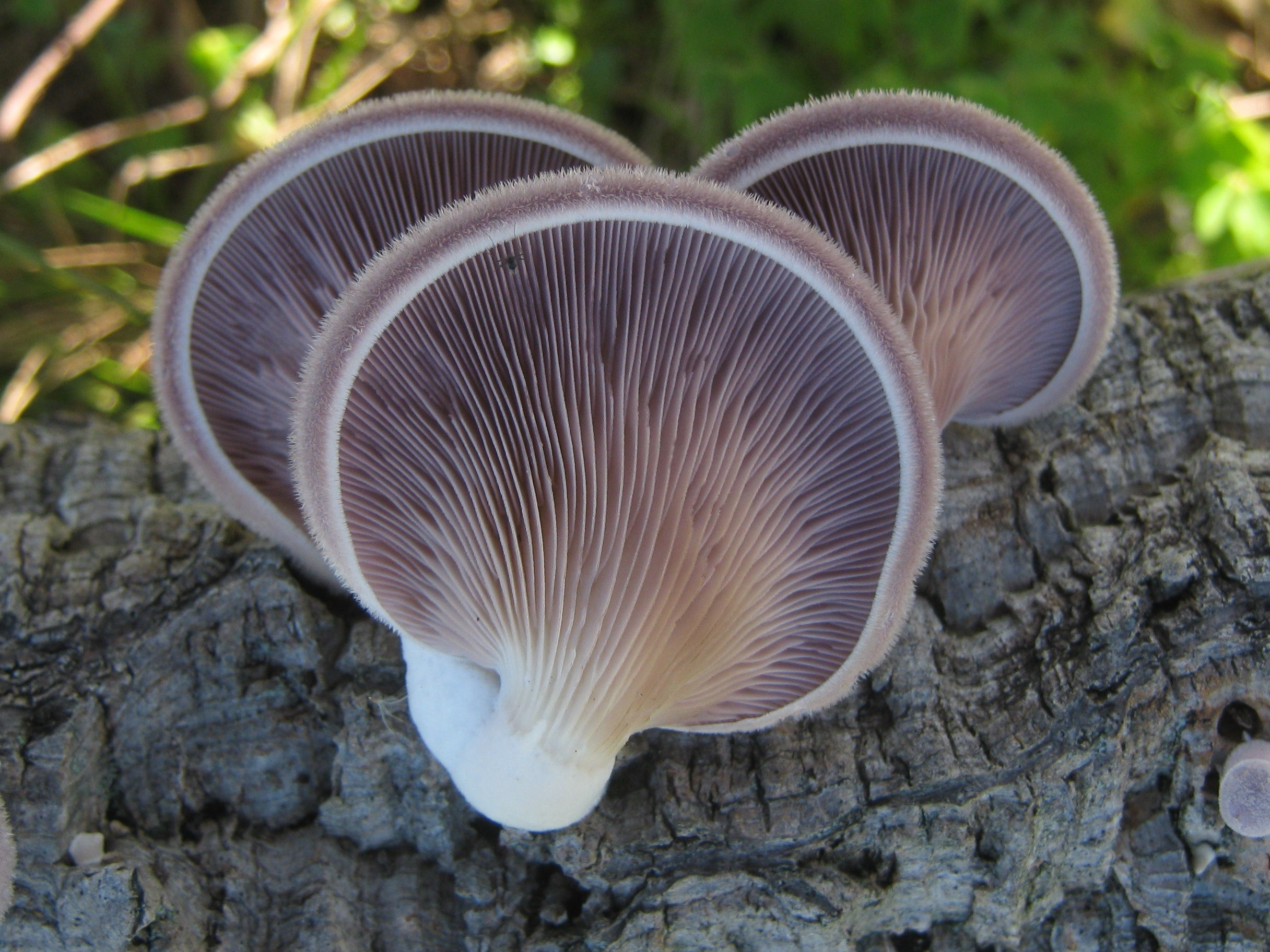